# Iecava (fiume)
Lo Iecava è un fiume della Lettonia. La sua sorgente comprende numerose fonti nel comune di Jaunjelgava. La foce è situata 4 km a sud della città di Jelgava, nel fiume Lielupe.